# Shenzhen Open 2020
Lo Shenzhen Open 2020 è stato un torneo di tennis giocato all'aperto sul cemento. È stata l'8ª edizione dello Shenzhen Open, che fa parte della categoria International nell'ambito del WTA Tour 2020. Il torneo si è svolto allo Shenzhen Longgang Tennis Centre di Shenzhen, in Cina, dal 4 all'11 gennaio 2020.

## Partecipanti

### Teste di serie
| Giocatrice  | Nazionalità            | Ranking* | Testa di serie |
| ----------- | ---------------------- | -------- | -------------- |
| Svizzera    | Belinda Bencic         | 8        | 1              |
| Bielorussia | Aryna Sabalenka        | 11       | 2              |
| Belgio      | Elise Mertens          | 17       | 3              |
| Cina        | Wang Qiang             | 30       | 4              |
| Russia      | Ekaterina Aleksandrova | 35       | 5              |
| Spagna      | Garbiñe Muguruza       | 36       | 6              |
| Kazakistan  | Elena Rybakina         | 37       | 7              |
| Cina        | Zhang Shuai            | 40       | 8              |

* Ranking al 30 dicembre 2019.

### Altre partecipanti
Le seguenti giocatrici hanno ricevuto una wildcard per il tabellone principale:
- Duan Yingying
- Wang Xiyu
- Wang Xinyu

Le seguenti giocatrici sono entrate in tabellone con il ranking protetto:
- Kateryna Bondarenko
- Shelby Rogers

Le seguenti giocatrici sono passate dalle qualificazioni:

- Irina-Camelia Begu
- Anna-Lena Friedsam
- Margarita Gasparjan
- Nicole Gibbs

## Punti
| Evento    | V   | F   | SF  | QF | 2T   | 1T | Q    | Q2   | Q1   |
| Singolare | 280 | 180 | 110 | 60 | 30   | 1  | 18   | 12   | 1    |
| Doppio    | 280 | 180 | 110 | 60 | N.D. | 1  | N.D. | N.D. | N.D. |

## Montepremi
| Evento    | V        | F       | SF      | QF      | 2T     | 1T     | Q    | Q2     | Q1     |
| Singolare | $172,500 | $88,402 | $46,800 | $11,271 | $6,450 | $4,205 | N.D. | $4,251 | $2,930 |
| Doppio    | $25,580  | $13,600 | $7,400  | $4,100  | N.D.   | $2,470 | N.D. | N.D.   | N.D.   |

## Campionesse

### Singolare
Ekaterina Aleksandrova ha battuto in finale  Elena Rybakina con il punteggio di 6-2, 6-4.
- È il quarto titolo in carriera per Aleksandrova, il primo della stagione.

### Doppio
Barbora Krejčíková /  Kateřina Siniaková hanno battuto in finale  Duan Yingying /  Zheng Saisai con il punteggio di 6-2, 3-6, [10-4].